# Савез удружења бораца за вредности Народноослободилачке борбе Словеније
Савез удружења бораца за вредности Народноослободилачке борбе Словеније (словен. Zveza združenj borcev za vrednote narodnoosvobodilnega boja Slovenije, скраћено ZZB NOB) је организација која окупља бивше борце и учеснике Народноослободилачког рата (НОР), од 1941. до 1945. године, као и антифашистички опредељене грађане Републике Словеније.
Основан је 1948. године, под називом Савез удружења бораца Народноослободилачке војске Словеније (словен. Zveza združenj borcev NOV Slovenije) и до 1990. године је деловао у оквиру СУБНОР Југославије, а од тада је самосталан. У том периоду, током постојања Социјалистичке Републике Словенија, СУБНОР је био једна од неколико постојећих друштвено-политичка организација.
После осамостаљења Словенија, 1991. године ова организација је претрпела неколико реорганизација и промена назива, да би 2007. године добила садашње име.